# پیر شوزاک
پیر شوزاک (فرانسوی: Pierre Cahuzac‎; ۳ ژوئیهٔ ۱۹۲۷ – ۳۱ اوت ۲۰۰۳) بازیکن و مربی فوتبال اهل فرانسه بود.
از باشگاه‌هایی که در آن بازی کرده‌است می‌توان به باشگاه فوتبال تولوز اشاره کرد. شوزاک همچنین در تیم ملی فوتبال فرانسه بازی کرده‌است.